# Macroagelaius subalaris
Rabo-de-quilha-colombiano ou iraúna-colombiana (Macroagelaius subalaris) é uma espécie de ave da família Icteridae.
É endémica da Colômbia.
Os seus habitats naturais são: regiões subtropicais ou tropicais húmidas de alta altitude.
Está ameaçada por perda de habitat.